# Водяний (фільм)
«Водяний» — радянський короткометражний художній фільм, комедія 1961 року. Фільм виходив і окремо, і в «Збірнику комедійних фільмів» (1961) разом з картинами «Самогонники», «Чужий гаманець» і «Великі неприємності».

## Сюжет
Прохор Ликов (Ераст Гарін) цілі дні безперервно проводить з вудкою на березі місцевого озера, за що жителі села прозвали його «Водяним». Сусіди довго потішалися над його пристрастю до риболовлі та не знали, як же домогтися користі від такого недолугого. Але ось у голови з'явилася ідея — дати Прохору громадське навантаження, постачати рибу для колгоспу.

## У ролях
- Ераст Гарін —  Прохор Ликов
- Валентина Владимирова — Кланя, дружина Ликова
- Михайло Федоров —  Андрій Іванович Караваєв, голова колгоспу
- Анатолій Кубацький —  Овсій Никодимич Пестриков
- Віра Титова —  доярка
- Михайло Мудров —  колгоспник
- Віра Ліпсток —  епізод
- Микола Мельников —  Генька, син Євсея
- Віктор Степанов —  сільський хлопчик
- Є. Сердечкіна —  Пестрикова
- Володимир Казарін —  Тихон Тихонович
- Георгій Сатіні —  пастух

## Знімальна група
- Автор сценарію: Есфір Буранова
- Режисер: Сергій Сиделєв
- Оператор: Анатолій Карпухін
- Художник: Олександр Блек